# 古蓬河
古蓬河，又称滂江、周安河、灣江河，位于中国广西壮族自治区中部，是西江红水河段右岸支流，发源于上林县乔贤镇贤按村板樟屯，西北流至枝林村板林屯进入忻城县，北流至忻城县红渡镇西江村大甫屯北注入红水河。干流长38千米，流域面积402平方千米。